# ألبرت شيلتون
ألبرت شيلتون (بالإنجليزية: Albert Shelton) هو مبشر أمريكي، ولد في 1875، وتوفي في 1922.